# Austromenopon phaeopodis
Austromenopon phaeopodis är en insektsart som först beskrevs av Franz Paula von Schrank 1802.  Austromenopon phaeopodis ingår i släktet Austromenopon och familjen spolätare. Inga underarter finns listade i Catalogue of Life.